# Berlinale 1997
La Berlinale 1997, 47e édition du festival international du film de Berlin (47. Internationalen Filmfestspiele Berlin), s'est tenue du 13 au 24 février 1997.

## Jury
- Jack Lang  France, président du jury
- Hark Bohm  Allemagne
- Férid Boughedir  Tunisie
- Maggie Cheung  Hong Kong
- Fred Gronich  États-Unis
- David Hare  Royaume-Uni
- Per Holst  Danemark
- Boleslaw Michalek  Pologne
- Humberto Solás  Cuba
- Marianne Sägebrecht  Allemagne
- Ning Ying  Chine

## Sélections

### Compétition
La sélection officielle en compétition se compose de 25 films.
| Titre                                                  | Réalisation                  | Pays                   | Distribution |
| ------------------------------------------------------ | ---------------------------- | ---------------------- | --- |
| La Chasse aux sorcières (The Crucible)                 | Nicholas Hytner              | États-Unis             | Daniel Day-Lewis, Joan Allen, Winona Ryder, Paul Scofield                                                                                    |
| Le Patient anglais (The English Patient)               | Anthony Minghella            | États-Unis Royaume-Uni | Ralph Fiennes, Kristin Scott Thomas, Juliette Binoche, Willem Dafoe                                                                          |
| Get on the Bus                                         | Spike Lee                    | États-Unis             | Richard Belzer, De'aundre Bonds, Andre Braugher, Thomas Jefferson Byrd, Gabriel Casseus, Albert Hall                                         |
| Généalogies d'un crime                                 | Raoul Ruiz                   | France                 | Catherine Deneuve, Melvil Poupaud, Michel Piccoli                                                                                            |
| La Rivière (Hé liú)                                    | Tsai Ming-liang              | Taïwan                 | Lee Kang-sheng, Miao Tien |
| Le Temps d'aimer (In Love and War)                     | Richard Attenborough         | États-Unis             | Chris O'Donnell, Sandra Bullock |
| L'Étoile de Robinson (The Island on Bird Street)       | Søren Kragh-Jacobsen         | Danemark               | Patrick Bergin, Jordan Kiziuk, Jack Warden                                                                                                   |
| La vie est un chantier (Das Leben ist eine Baustelle)  | Wolfgang Becker              | Allemagne              | Jürgen Vogel, Christiane Paul, Christina Papamichou, Martina Gedeck                                                                          |
| Leneged Einayim Ma'araviyot                            | Joseph Pitchhadze            | Israël                 | Yehuda Lazarovitch, Liat Glick, Gideon Shemer                                                                                                |
| Lucie Aubrac                                           | Claude Berri                 | France                 | Carole Bouquet, Daniel Auteuil, Patrice Chéreau                                                                                              |
| Surveillance (Máifú)                                   | Huang Jianxin et Yang Yazhou | Chine                  | Feng Gong, Jiang Shan, Teng Rujun |
| Quatre Jours en septembre (O Que É Isso, Companheiro?) | Bruno Barreto                | Brésil                 | Alan Arkin, Fernanda Torres, Pedro Cardoso                                                                                                   |
| Panna Nikt                                             | Andrzej Wajda                | Pologne                | Anna Wielgucka, Anna Mucha, Anna Powierza, Stanisława Celińska                                                                               |
| Larry Flynt (The People vs. Larry Flynt)               | Miloš Forman                 | États-Unis             | Woody Harrelson, Courtney Love, Edward Norton, James Cromwell, Richard Dudley, Richard Paul                                                  |
| Roméo + Juliette                                       | Baz Luhrmann                 | États-Unis             | Leonardo DiCaprio, Claire Danes, John Leguizamo, Harold Perrineau, Pete Postlethwaite, Brian Dennehy, Dash Mihok, Paul Sorvino, Diane Venora |
| Rosewood                                               | John Singleton               | États-Unis             | Jon Voight, Ving Rhames, Don Cheadle, Bruce McGill, Loren Dean, Elise Neal, Catherine Kellner, Robert Patrick                                |
| Viva Erotica                                           | Derek Yee                    | Hong Kong              | Leslie Cheung, Shu Qi, Paul Chun, Law Kar-ying, Karen Mok                                                                                    |
| Les Secrets du cœur (Secretos del corazón)             | Montxo Armendáriz            | Espagne                | Carmelo Gómez, Charo López, Sílvia Munt |
| Setōchi mūnraito serenāde                              | Masahiro Shinoda             | Japon                  | Kyōzō Nagatsuka, Hideyuki Kasahara, Jun Toba                                                                                                 |
| Port Djema                                             | Éric Heumann                 | France                 | Jean-Yves Dubois, Nathalie Boutefeu, Christophe Odent                                                                                        |
| Smilla (Frøken Smillas fornemmelse for sne)            | Bille August                 | Danemark               | Julia Ormond, Gabriel Byrne, Richard Harris, Vanessa Redgrave, Robert Loggia, Jim Broadbent, Tom Wilkinson                                   |
| Territoire comanche (Territorio Comanche)              | Gerardo Herrero              | Espagne                | Imanol Arias, Carmelo Gómez, Cecilia Dopazo                                                                                                  |
| Trois Histoires (Tri istorii)                          | Kira Mouratova               | Russie                 | Sergueï Makovetski, Leonid Kouchnir, Zhan Daniel, Renata Litvinova                                                                           |
| Twin Town                                              | Kevin Allen                  | Royaume-Uni            | Llŷr Ifans, Rhys Ifans, Dougray Scott |
| Kitchen (Wǒ ài chúfáng)                                | Yim Ho                       | Hong Kong Japon        | Jordan Chan, Yasuko Tomita, Law Kar-ying |

### Hors compétition
4 films sont présentés hors compétition.
- Le Comédien de Christian de Chalonge
- Le Jour et la Nuit de Bernard-Henri Lévy
- Mars Attacks! de Tim Burton
- Mein Herz - Niemandem! de Helma Sanders-Brahms

## Palmarès
- Ours d'or : Larry Flynt (The People vs. Larry Flynt) de Miloš Forman
- Ours d'argent spécial : Raoul Ruiz pour sa contribution au cinéma
- Ours d'argent (Grand prix du jury) :  La Rivière (He liu) de Tsai Ming-liang
- Ours d'argent du meilleur acteur : Leonardo DiCaprio pour Roméo + Juliette de Baz Luhrmann
- Ours d'argent de la meilleure actrice : Juliette Binoche pour Le Patient anglais (The English Patient) d'Anthony Minghella
- Ours d'argent du meilleur réalisateur : Éric Heumann pour Port Djema

- Ours d'or d'honneur : Kim Novak
- Caméra de la Berlinale : Lauren Bacall, Ann Hui, Armin Mueller-Stahl et Franz Seitz